# Georgia Winkcup
Georgia Winkcup, född 9 maj 1997, är en friidrottare från Australien. Hon deltog vid olympiska sommarspelen 2020.